# Кожухово (Оленинский район)
Кожухово — деревня в Оленинском муниципальном округе Тверской области, до 2019 года входила в состав Холмецкого сельского поселения.

## География
Деревня расположена на берегу реки Тудовка в месте впадения в неё речки Городенка в 31 км на северо-запад от посёлка Оленино.

## История
В 1879 году в селе построена Богородицерождественская церковь с 3 престолами, метрические книги с 1780 года. 
В конце XIX — начале XX века село входило в состав Пыжовской волости Ржевского уезда Тверской губернии. 
С 1929 года деревня входила в состав Ключевского сельсовета Молодотудского района Ржевского округа Московской области, с 1935 года — в составе Калининской области, с 1958 года — в составе Оленинского района, с 1994 года — в составе Каденского сельского округа, с 2005 года — в составе Холмецкого сельского поселения, с 2019 года — в составе Оленинского муниципального округа.

## Население
| 1859 | 1883 | 2002 | 2010 |
| ---- | ---- | ---- | ---- |
| 64   | ↘57  | ↘0   | →0   |